# Catherine de Limbourg
Catherine de Limbourg et de Luxembourg, née vers 1215 morte le 20 avril 1255, épouse du duc Mathieu II de Lorraine, fut régente du Duché de Lorraine de 1251 à 1255.

## Union et postérité
Fille de Waléran III, comte de Limbourg et de Luxembourg, et de sa seconde épouse Ermesinde comtesse de Luxembourg, elle épousa en 1225 (elle a alors dix ans) Mathieu II (° 1193 - † 1251), duc de Lorraine, et eut :
- Ferry III (1240 † 1302), duc de Lorraine ;
- Laure, mariée en 1250 à Jean Ier de Dampierre, vicomte de Troyes († 1258), puis à Guillaume de Vergy, sire de Mirebeau et d'Autrey ;
- Isabelle († 1266), mariée à Guillaume de Vienne († 1255), puis en 1256 à Jean de Chalon (1243 † 1309), qui, veuf, se remariera avec Alix de Bourgogne et deviendra comte d'Auxerre ;
- Catherine, mariée en 1255 à Richard de Montfaucon († 1279), fils de Thierry III, comte de Montbéliard ;
- Adeline († vers 1278), mariée à Louis de Savoie († 1302), baron de Vaud.

Elle reçut en douaire les châteaux et terres de Bitche et de Gondreville. À la mort de son mari, en février 1251, elle devint régente du duché de Lorraine. Sa régence sera marquée par plusieurs conflits locaux :
- en juin 1251, elle se porte au secours de Roger de Mercy, évêque de Toul, menacé par le bourgeois de sa ville ;
- en 1252 elle est en litige avec les bourgeois de Neufchâteau et finira par conclure un asseurement sous l'arbitrage de Thibaut IV, comte de Champagne, suzerain de la ville ;
- en 1255, c'est avec les dirigeants de la Collégiale de Saint-Dié, qui lui reprochent de ne pas avoir versé des sommes d'argent promises par son mari et d'avoir levé un nouvel impôt ; elle y a de plus construit un beffroi. Le litige ira jusqu'à l'excommunication et elle fera amende honorable juste avant de mourir. La sentence d'excommunication qui la touche, mais aussi son fils, est levée par l'évêque de Toul le 20 avril 1255.

## Sources
- Georges Poull, La Maison ducale de Lorraine, Nancy, Presses universitaires de Nancy, 1991, 575 p. [détail de l’édition] (ISBN 2-86480-517-0).